# Dafin
Dafinul (lat. Laurus nobilis), cunoscut și sub numele de laur, este o specie de plante aromatice din familia Lauraceae, arbore sau arbust, care ajunge până la 10–18 m înălțime, originar din zona Mediteranei.

## Descriere
Frunzele au o lungime de 6–12 cm și o lățime de 2–4 cm , cu margini dantelate specific și usor încurbate . Este o plantă cu flori sexuate (plantă dioică) florile  mascule  și femele fiind dispuse pe organisme distincte ; florile sunt de un galben-verzui pal, de aproape 1 cm diametru, crescute câte 4-5  în umbelă   alături de  frunză. Fructul este în formă de boabă (bacă) neagră de aproape 1 cm lungime, conținând o singura  sămânță.

## Utilizări și simbolism
Frunzele de dafin sunt folosite pentru aroma lor la prepararea mâncărurilor. De asemenea, au fost folosite în Grecia antică pentru cununile de lauri, de unde și expresia "a se culca pe lauri". O asemenea cunună de laur  era oferită ca premiu la Jocurile olimpice. În plus, tot de la laur derivă și cuvântul bacalaureat (bacă de laur) și cel de  laureat ( încununat cu lauri), există un premiu cinematografic Premiul Laurul de aur.
Anumite date din literatura medicală sprijină ideea că frunzele de dafin ar avea următoarele utilizări :
- Antioxidativ:  Fitoterapia. 2003 Sep;74(6):613-6.
- Analgezic și antiinflamator: Phytother Res. 2003 Aug;17(7):733-6.
- Anticonvulsivant (antiepileptic): Phytomedicine. 2002 Apr;9(3):212-6.

Dafinul este amplu cultivat ca plantă ornamentală  în regiuni cu climat  mediteranean sau  oceanic , dar și ca plantă de interior în zonele mai reci.

### Medicină alternativă
În fitoterapie, extractele apoase de dafin au fost folosite ca astringent și ca unguent pentru rănile deschise. De asemenea, este folosit în terapia prin masaj și aromoterapie. Un remediu popular pentru erupțiile cauzate de iedera otrăvitoare, stejarul otrăvitor și urzica înțepătoare este o cataplasmă înmuiată în frunze de dafin fierte. Naturalistul roman Plinius cel Bătrân a enumerat o varietate de afecțiuni pe care uleiul de dafin trebuia să le trateze: paralizie, spasme, sciatică, vânătăi, dureri de cap, catar, infecții ale urechii și reumatism.

### Alte utilizări
Uleiul de dafin este un ingredient secundar și este caracteristica parfumată distinctivă a săpunului de Alep.

## Tratamente naturale pe bază de dafin
Dafinul, pe lângă utilizarea variată în prepararea mâncărurilor, este cunoscut și apreciat ca remediu natural în tratarea câtorva afecțiuni. Printre cele mai cunoscute afecțiuni care pot fi vindecate cu ajutorul dafinului se număra infecțiile (orale, intestinale), reumatismul, alcoolismul, laringita, anorexia.
Untul de dafin, extras din fructele arbustului, intră în componența multor unguente, în special cele utilizate pentru calmarea diferitelor manifestări ale durerii. Proprietățile terapeutice ale ceaiului de dafin sunt cunoscute mai ales în tratarea reumatismului cronic, afecțiunilor nervoase și afecțiunilor orale.

## În cultură
Frunzele de dafin sunt utilizate pentru designul monedei de 10 yen în Japonia.
În conformitate cu mitologia greacă, arborele a apărut inițial când nimfa Daphne s-a transformat în acest arbore pentru a scăpa de urmărirea zeului din Olimp Apollo.
Pădurea de lauri (dafini) "Laurisilva" de pe insula Madeira (Portugalia) a fost înscrisă în anul 1999 pe lista patrimoniului cultural și natural mondial al UNESCO.

## Constituenți chimici
Componenta cea mai abundentă găsită în uleiul esențial de dafin este 1,8-cineolul, cunoscut și sub numele de eucaliptol. Frunzele conțin aproximativ 1,3% uleiuri esențiale (ol. lauri folii), constând în 45% eucaliptol, 12% alte terpene, 8–12% acetat de terpinil, 3–4% sesquiterpene, 3% metileugenol și alți α- și β-pineni, felandren, linalool, geraniol și terpineol. Conține, de asemenea, acid lauric.
Atât uleiurile esențiale, cât și cele grase sunt prezente în fruct. Fructul este presat și extras cu apă pentru a obține aceste produse. Fructul conține până la 30% uleiuri grase și aproximativ 1% uleiuri esențiale (terpene, sesquiterpene, alcooli și cetone). Acest ulei de dafin este ingredientul caracteristic al săpunului de Alep. Compusul chimic laurosid B a fost izolat din Laurus nobilis. 

## Galerie de imagini

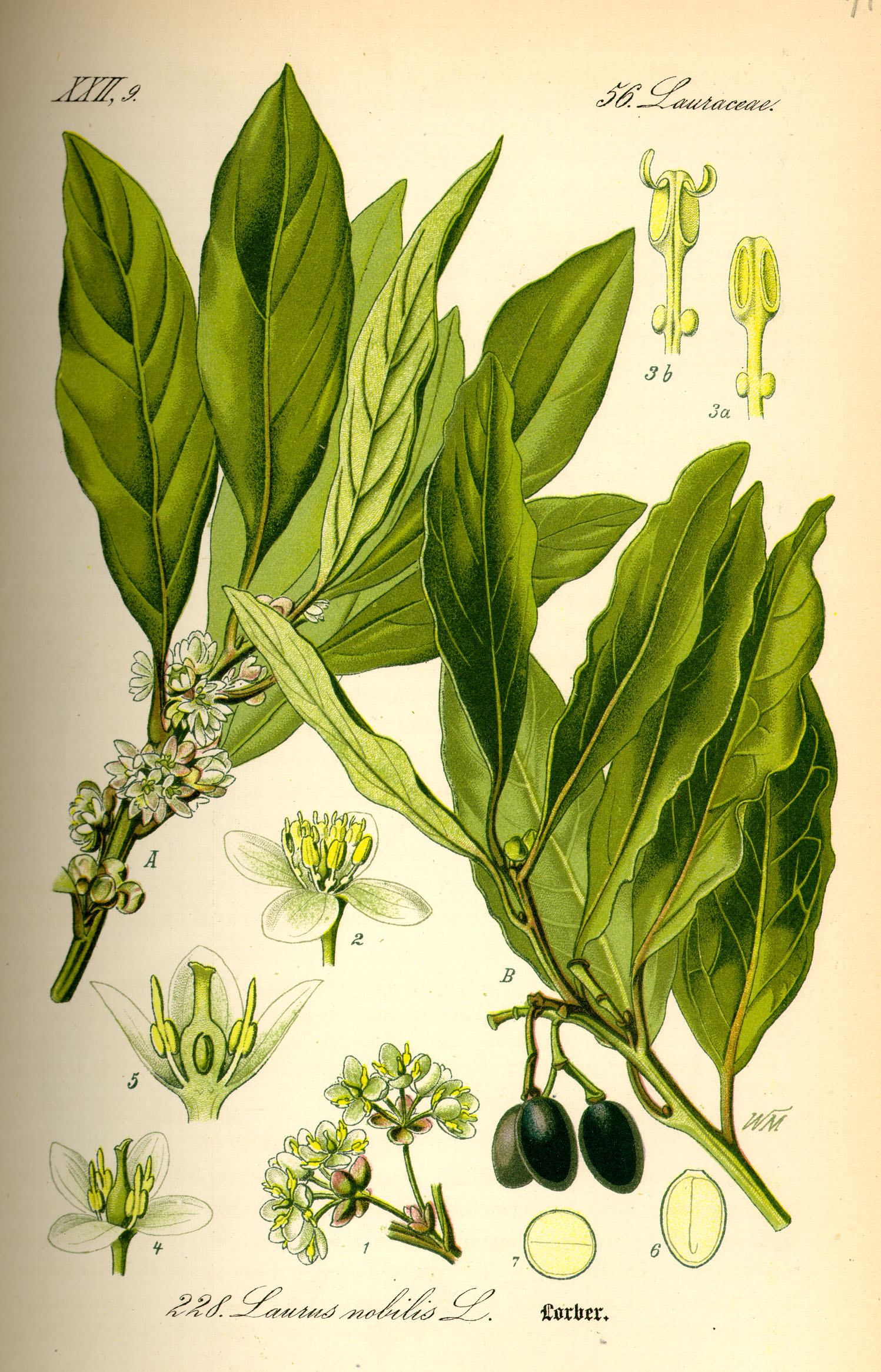
Ilustrație
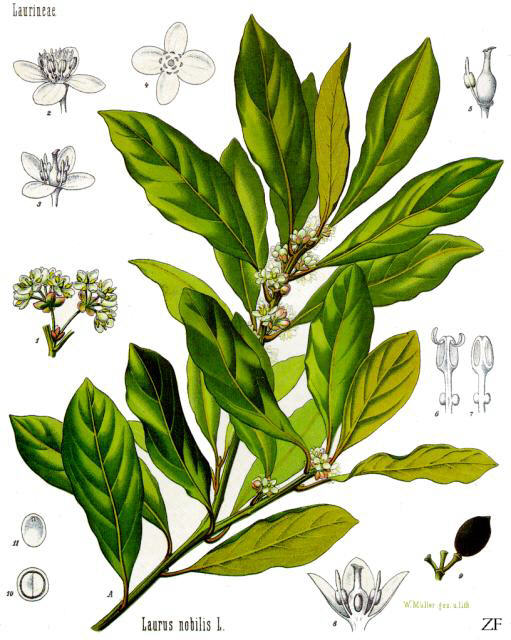
Ilustrație  din secolul al XIX-lea
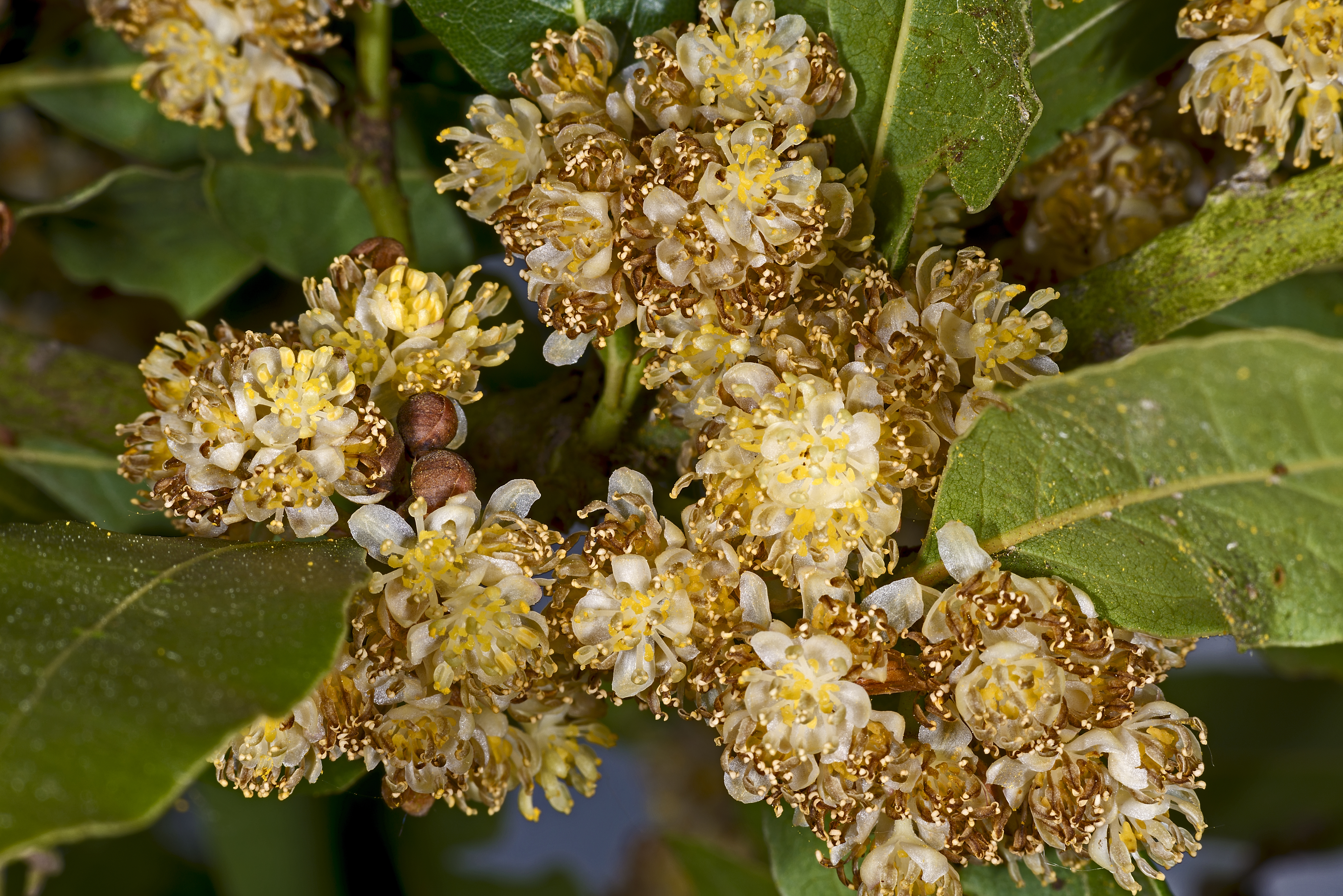
Flori  și frunze de dafin (Laurus  nobilis)
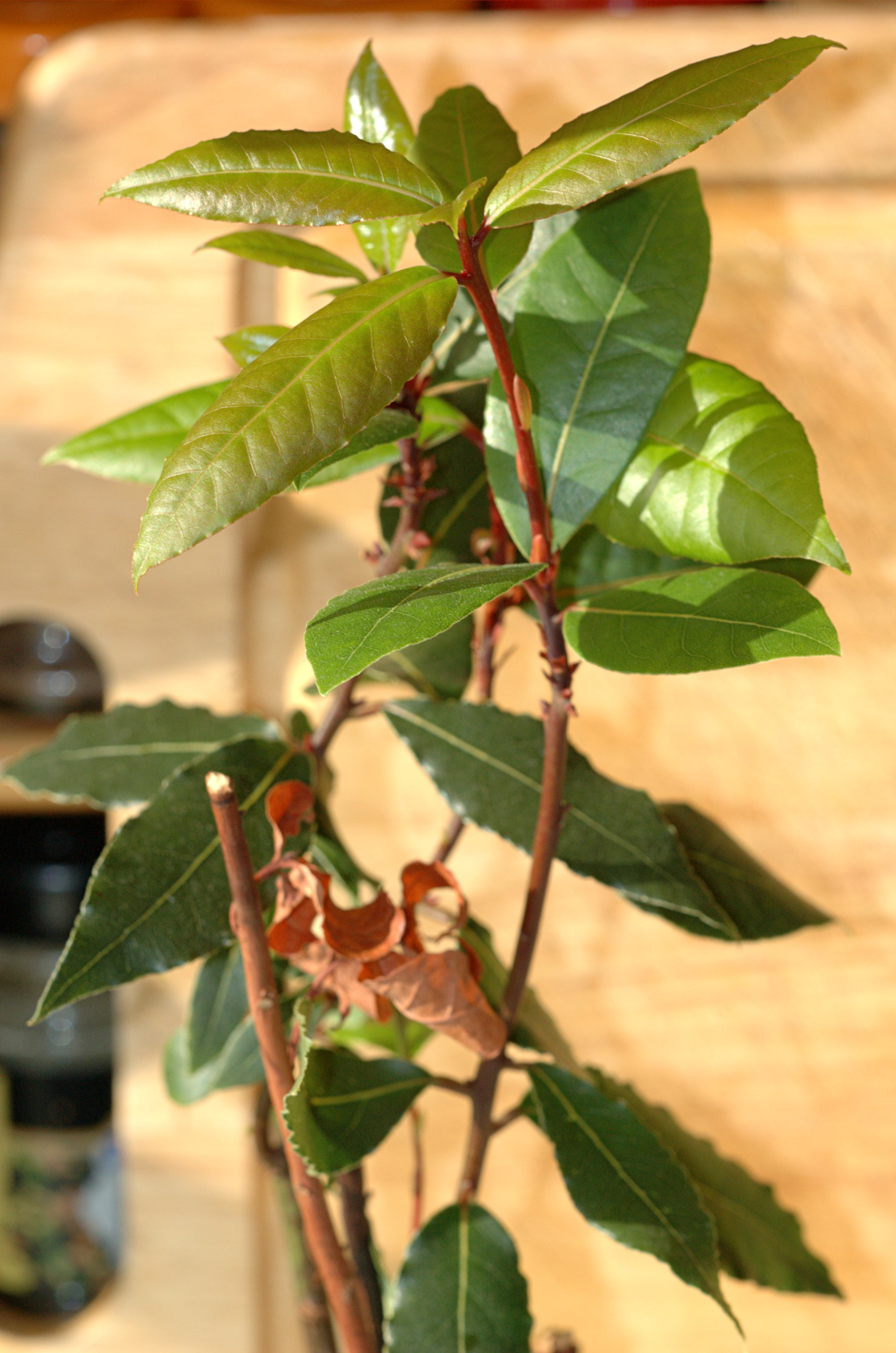
Dafin crescut în bucătărie pentru frunzele sale